# Красный (Анапа)

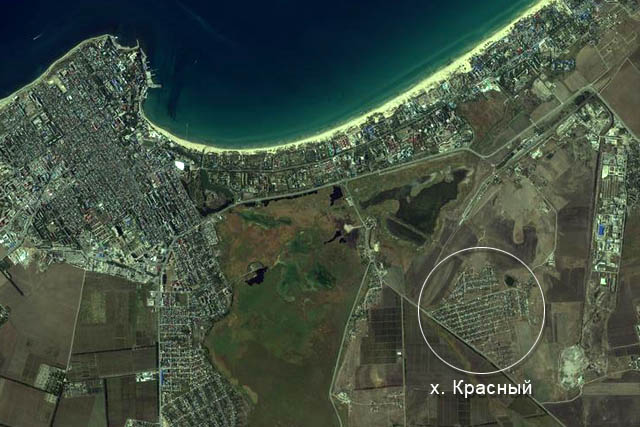
хутор Красный на космическом снимке

Красный — хутор в Приморском сельском округе муниципального образования город-курорт Анапа Краснодарского края.

## География
Расположен в 8 км от центра Анапы, в 4 км от песчаного побережья Чёрного моря. Хутор находится на возвышенности, поэтому отсюда открывается прекрасный вид на Анапу и побережье.

## Население
| 2002 | 2010 |
| ---- | ---- |
| 1051 | ↘939 |

## Территориальная структура
Территорию хутора можно условно разделить на две части: непосредственно хутор Красный и дачи. Хутор состоит из центральной части, на которой расположены почта, фельдшерско-акушерский пункт, магазин и верхней части, которая включает всего две улицы — Северную и Южную. Дачами на хуторе называют появившиеся в начале 90-х годов дачные поселки ДНТ «Южное» и СОТ «Ветерок».

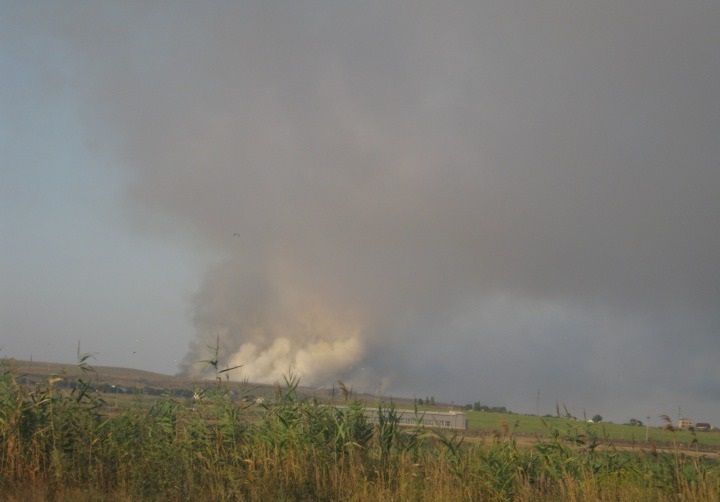
Пожар на свалке возле хутора Красный август 2011 г.

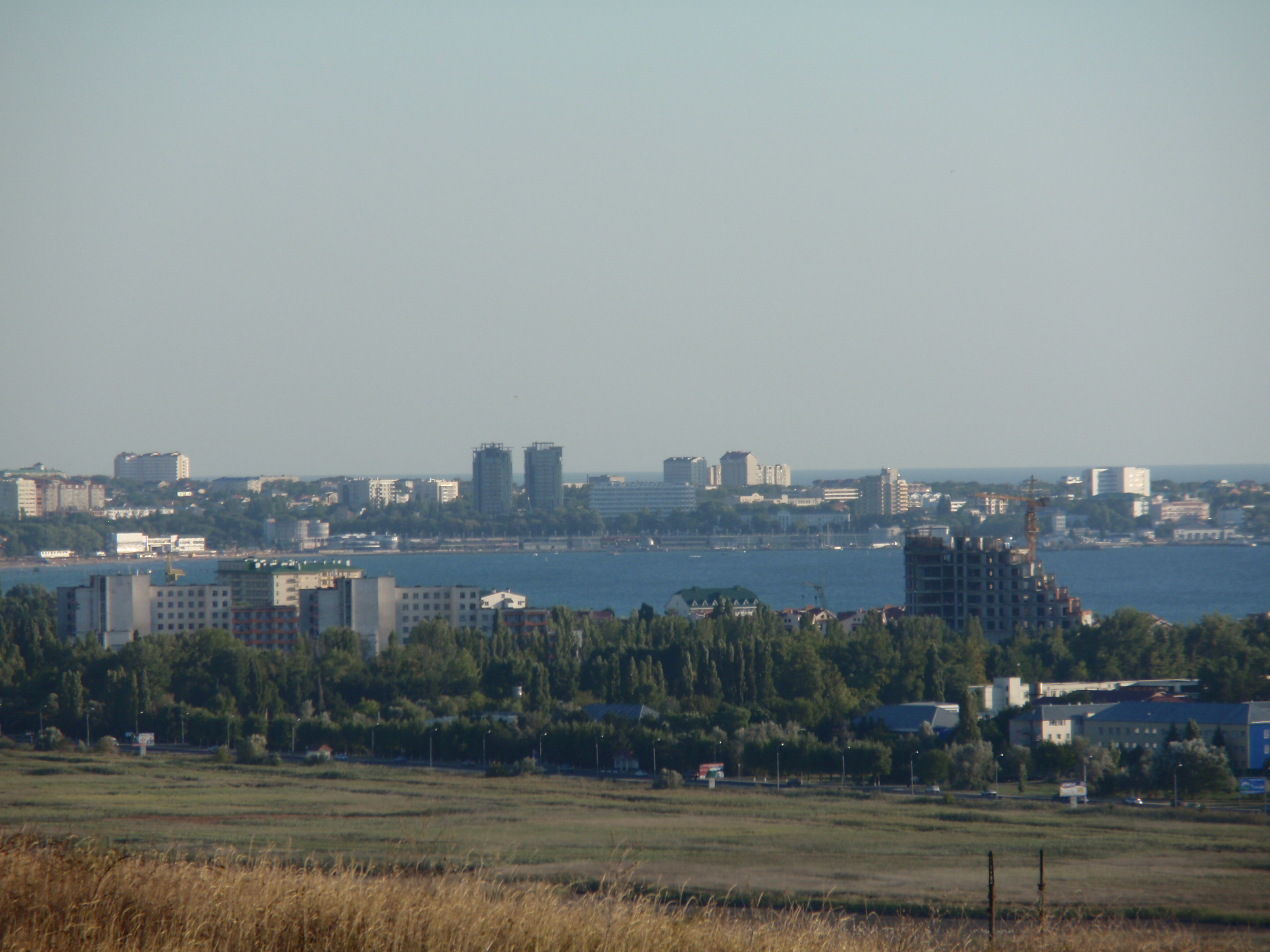
Вид с хутора Красный на Пионерский проспект и центральную часть Анапы

## Инфраструктура
- Дом культуры,
- фельдшерско-акушерский пункт,
- магазины,
- почтовое отделение,
- библиотека.

## Транспорт
Хутор имеет выгодное транспортно-географическое расположение. Расстояние до железнодорожного вокзала Анапы, составляет всего 2,2 км, а до аэропорта Анапы (Витязево), — 15 км. Однако отсутствие автомобильной дороги, которая могла бы связать хутор с железнодорожным вокзалом и аэропортом через поселок Верхнее Джемете, минуя Симферопольское шоссе, сократив время поездки в несколько раз, затрудняет его развитие как курортного поселка. Связь с городом осуществляется посредством муниципального автобусного маршрута № 121. Недостаток 121 автобуса заключается в том, что он обслуживает также посёлок Просторный, заезжая в него при движении из города в хутор. Поэтому в часы пиковых нагрузок автобус часто бывает переполнен пассажирами, а заход его в посёлок Просторный увеличивает время рейса из города в хутор Красный. Расстояние по прямой линии от хутора до главной курортной магистрали Анапы Пионерского проспекта составляет всего 1 км. Но отсутствие благоустроенных троп и автомобильной дороги препятствует территориальной доступности курортной зоны для жителей и гостей хутора. Единственная магистраль, по которой можно добраться до Пионерского проспекта — трасса Анапа-Гостагаевская (расстояние по ней до проспекта составляет 4 км). Доступ к курортной зоне для жителей и гостей хутора также осложняет и отсутствие пешеходного тротуара по трассе Анапа-Гостагаевская на участке трассы хутор Красный — поселок Чембурка.

## Экология
Острейшей экологической проблемой является наличие вблизи хутора полигона твердых бытовых отходов, расположенного здесь с 1966 г. в границах третьей санитарной зоны курорта. Наличие свалки вблизи хутора негативно сказывается на санитарном состоянии его территории. Во время сильных северо-восточных ветров мусор разносит по всей территории хутора. Летом очень часто можно ощущать зловонные запахи. Во время возгораний мусора ощущается запах гари.

8 августа 2011 г. произошло возгорание полигона городской свалки Анапы в районе хутора Красный. Горело около 8 га полигона. Для ликвидации пожара были задействованы подразделения Федеральной противопожарной службы, в том числе вертолет к-32. В ликвидации пожара была задействована 21 единица тяжелой техники, а также около 10 вспомогательных машин. Кроме того, привлечена инженерная техника: 3 бульдозера, 2 погрузчика, экскаватор, более 10 самосвалов. В тушении посменно участвовали более 80 человек. Работы продолжались круглосуточно, была задействована техника предприятий города, в том числе «Зеленстроя» и «Водоканала».

## Перспективы развития
До недавнего времени хутор представлял собой мало примечательное место с ветхими строениями. После создания дачного поселка вдоль трассы «Анапа-Гостагаевская» территория хутора стала привлекать внимание как местного, так и приезжего населения. Многие участки начали застраиваться индивидуальными домами для постоянного проживания. В настоящее время началась активная застройка территории как самого хутора, так и дачного поселка коттеджами и домами. По некоторым данным, интерес к этим землям вызван слухами о том, что разрабатывается проект осушения Анапских плавней от Симферопольского шоссе до района Чембурка и строительства там огромного развлекательного центра, что-то вроде Диснейленда. А это автоматически влечет за собой мгновенное развитие вспомогательной инфраструктуры, образование новых рабочих мест, новую волну туризма и повышение цен на недвижимость.